# La classe ouvrière va au paradis
Série Trilogie des névroses
Enquête sur un citoyen au-dessus de tout soupçon
(1970) La propriété, c'est plus le vol
(1973)
Pour plus de détails, voir Fiche technique et Distribution.
La classe ouvrière va au paradis (La classe operaia va in paradiso) est un film italien réalisé par Elio Petri, sorti en 1971. Il obtient la Palme d'or au Festival de Cannes 1972.
Lulu Massa est un ouvrier ordinaire, acharné au travail mais individualiste et peu concerné par la lutte syndicale. Un jour qu'il est victime d'un accident de travail dans lequel il perd un doigt, il s'aperçoit de la solidarité des autres ouvriers qui se mettent en grève pour interpeller sur les mesures de sécurité défaillantes dont il a été une des victimes. Désormais, il s'engage comme jamais et devient un syndicaliste radical, il se lie à des gauchistes, son usine le licencie, sa femme le quitte, il déprime, mais une nouvelle grève éclate, en guise de solidarité, et il est réembauché.

## Synopsis
Ludovico Massa, dit Lulu, est un ouvrier d'usine italien âgé de 31 ans vivant à Milan avec deux familles à charge, l'une composée de son ex-femme et de leur fils et l'autre de sa nouvelle compagne et de son fils. Il travaille depuis 15 ans à l'usine B.A.N et a eu deux intoxications à la peinture ainsi qu'un ulcère. Lulu est un accro au travail et partisan du rythme à la pièce, grâce auquel il parvient à gagner suffisamment d'argent pour s'offrir une voiture et d'autres biens de consommation en travaillant parfois à un rythme infernal, Lulu est aimé par ses patrons, qui l'utilisent comme modèle pour établir des rythmes de production optimaux mais est détesté par ses collègues, qui confondent son assiduité avec de la servilité. Lulu n'est cependant pas heureux de sa situation, car le rythme de travail est si épuisant que lorsqu'il rentre chez lui, il peut à peine manger, s'abrutit devant la télévision et n'arrive pas à faire l'amour. Il n'a pas de vie sociale et ne dialogue pas beaucoup avec ses proches, hormis avec un vieil ouvrier, à qui il rend visite dans un asile psychiatrique. Sa vie se poursuit dans cette aliénation totale, ce qui le conduit à ignorer les slogans de protestation criés et écrits par les étudiants anarchistes ou des mouvements syndicaux de gauche devant les grilles de l'usine. Un jour, il a un accident de travail et perd un doigt après avoir essayé d'extraire manuellement une pièce coincée dans une machine.
Cela lui fait soudainement prendre conscience de sa propre aliénation et de sa vie misérable. Il décide de s'élever contre le patronat, qui souhaitait lui faire un chantage et finit par rejoindre les revendications radicales des étudiants ainsi que certains ouvriers de l'usine, par opposition aux positions plus modérées des syndicats. En peu de temps, l'agitation dans l'usine augmente et, après une grève générale, il y a l'inévitable affrontement avec la police. Le résultat de ce changement est dramatique puisque Lulu est abandonné par sa compagne, licencié de son travail et en même temps abandonné à la fois par les étudiants, qui affirment que son cas est individuel et non pas général de même que par les travailleurs, qui ne prennent initialement aucune mesure contre son licenciement. Au cours de ces vicissitudes, Lulu tente en vain de trouver du réconfort en rendant visite au vieux Militina, un ancien collègue d'usine contraint de finir ses jours à l'asile, le seul résultat que Lulu obtient de ces visites est de se rendre compte que pour lui aussi, l'aliénation se transforme en folie.
Alors que tout lui semble perdu, sa compagne revient et ses compagnons, grâce au syndicat, parviennent à le faire rentrer dans l'usine et il retrouve son poste sur la chaîne de montage. Enthousiaste, Lulu crie pour se faire entendre au-dessus du bruit assourdissant des machines, à nouveau à la merci des rythmes frénétiques de la production et raconte à ses collègues qu'il a rêvé d'être mort et enterré et de se retrouver dans l'au-delà près d'un mur, où il est rejoint par Militina, qui tente de forcer le passage. Lorsque le mur s'écroule, toujours dans le rêve, Lulu voit un épais brouillard dans lequel lui, Militina et tous les autres ouvriers sont immergés et la classe ouvrière se retrouve au paradis.

## Fiche technique
- Titre : La classe ouvrière va au paradis
- Titre original : La classe operaia va in paradiso
- Réalisation : Elio Petri
- Scénario : Elio Petri et Ugo Pirro
- Production : Ugo Tucci
- Société de production : Euro International Film
- Musique : Ennio Morricone
- Photographie : Luigi Kuveiller
- Montage : Ruggero Mastroianni
- Décors : Dante Ferretti et Carlo Gervasi
- Costumes : Franco Carretti
- Pays d'origine :  Italie
- Format : Couleurs - Mono
- Genre : Drame
- Durée : 125 minutes
- Lieu de tournage : Novare (dans le Piémont)
- Date de sortie : 
  - Italie : 17 septembre 1971
  - France au Festival de Cannes 1972 et 31 mai 1972 sortie nationale
- Affiche : René Ferracci (France)

## Distribution

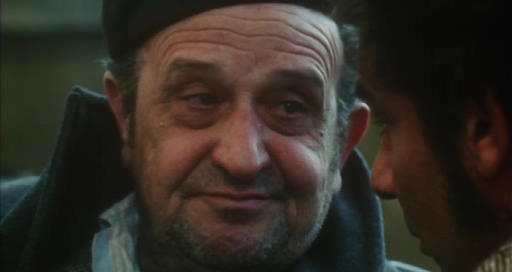
Salvo Randone dans une scène du film.

- Gian Maria Volonté (VF : Marc de Georgi) : Ludovico Massa, dit « Lulu »
- Mariangela Melato (VF : Perrette Pradier) : Lidia
- Salvo Randone (VF : Jean Violette) : Militina
- Gino Pernice (VF : Claude Joseph) : le syndicaliste
- Luigi Diberti : Bassi
- Mietta Albertini (it) (VF : Béatrice Delfe) : Adalgisa
- Donato Castellaneta (VF : Jacques Ferrière) : Marx
- Renata Zamengo : Maria
- Adriano Amidei Migliano (it) : le technicien
- Guerrino Crivello (it) : un chronométreur
- Ezio Marano (it) (VF : René Bériard) : un chronométreur
- Giuseppe Fortis (it) : Valli
- Corrado Solari (it) : Mena
- Flavio Bucci (VF : Pierre Arditi) : un collègue de Lulu
- Luigi Uzzo (it) : Napoli
- Federico Scrobogna : Arturo
- Ennio Morricone : un ouvrier (caméo dans le dernier plan du film)

## Production
La classe ouvrière va au paradis s'inscrit dans le cycle de portraits de la société italienne que Petri a entrepris. Il y raconte la condition ouvrière tout comme il avait raconté la police dans Enquête sur un citoyen au-dessus de tout soupçon et tout comme il fera pour le rôle de l'argent dans La propriété, c'est plus le vol. Ces trois films sont appelés la « trilogie des névroses ». Le coscénariste du film, Ugo Pirro est un collaborateur régulier du réalisateur (quatre films à eux deux).
Le film a été tourné dans l'usine Ascensori Falconi de Novare, dont la production avait été arrêtée à l'époque et qui a également fait l'objet d'une question parlementaire du député communiste Lucio Libertini (it),.

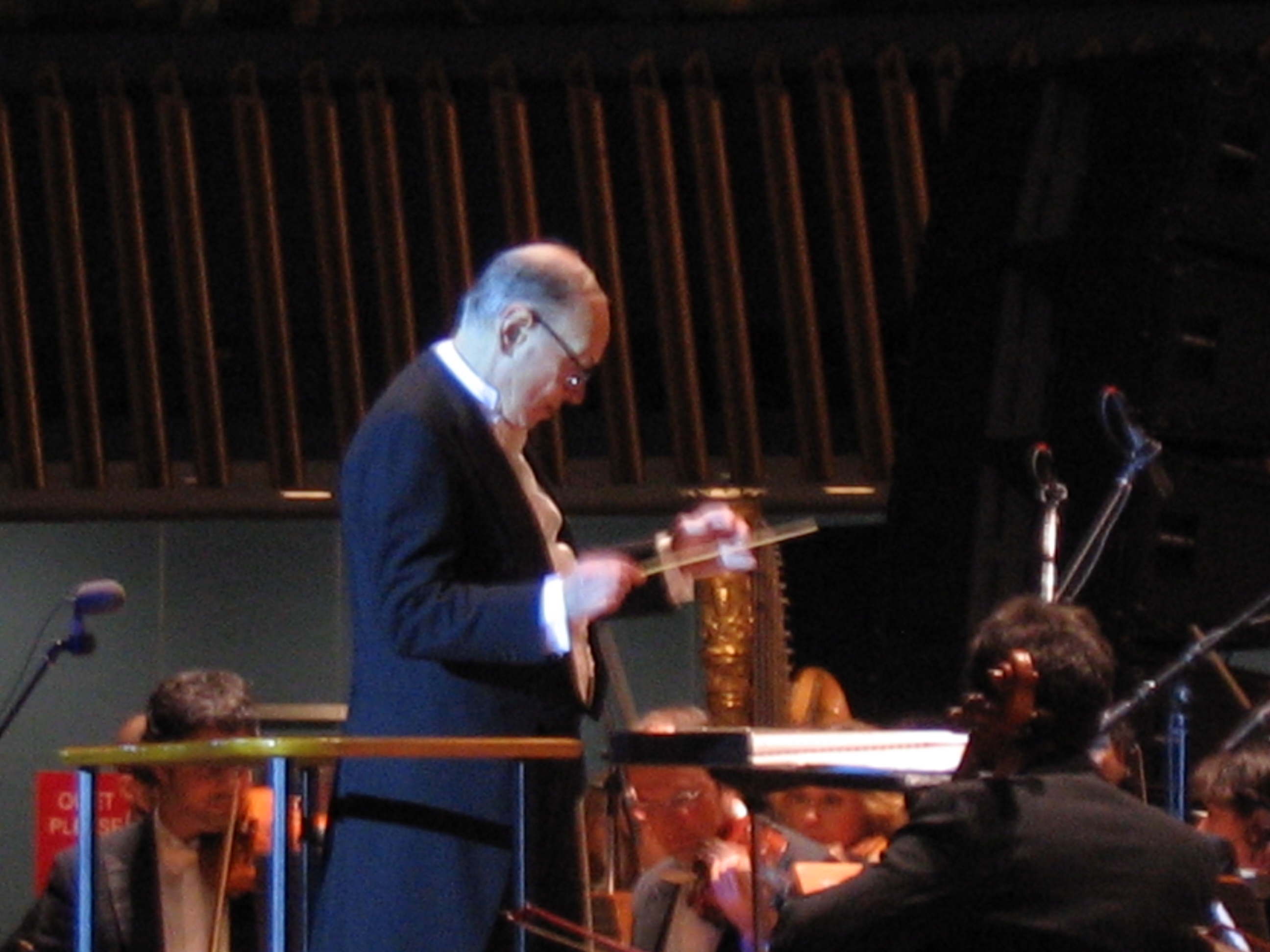
Ennio Morricone

La musique originale est composée par Ennio Morricone, le compositeur attitré d'Elio Petri depuis Un coin tranquille à la campagne (1969) et qui le sera jusqu'à son dernier film (Le buone notizie en 1979). Il fait une apparition fugace en tant qu'acteur à la fin du film.

### Attribution des rôles
C'est la troisième collaboration du réalisateur avec Gian Maria Volonté (après À chacun son dû et Enquête sur un citoyen au-dessus de tout soupçon), ils se retrouveront une dernière fois avec Todo modo. Gian Maria Volontè est un acteur engagé qui réalise des films en 16 mm sur les usines occupées en Italie en 1971 et ne veut tourner que des œuvres engagées (Le Vent d'est de Jean-Luc Godard ou Giordano Bruno de Giuliano Montaldo).
Mariangela Melato est une actrice qu'on avait aperçue dans Miracle à l'italienne de Nino Manfredi et qu'on reverra dans de nombreux films (Vers un destin insolite sur les flots bleus de l'été ou Flash Gordon par exemple).
Salvo Randone est un grand acteur italien qu'on a vu auparavant dans L'Assassin de Petri, dans Main basse sur la ville de Rosi ou dans le Satyricon de Fellini.

## Exploitation
Le film a été présenté hors compétition à la Mostra internazionale del cinema libero (it) de Porretta Terme, où la première mondiale a eu lieu. À cette occasion, le réalisateur Elio Petri et Gian Maria Volonté, à l'issue de la projection, se sont rendus à l'usine Demm (it), une industrie mécanique historique de la ville des Apennins, pour discuter avec les ouvriers de l'aliénation et des mécanismes sociaux produits par la chaîne de montage.
Le film a eu sa sortie nationale italienne le 17 septembre 1971. Le film s'est avéré être un bon succès auprès du public, étant le vingt-septième film le plus rentable au box-office italien pour la saison 1971-72. Ce film obtient la Palme d'or au Festival de Cannes 1972 (ex æquo avec L'Affaire Mattei de Francesco Rosi) sous la présidence de Joseph Losey.
Le film a été restauré en 2011. Le 24 janvier 2011, quarante ans exactement après sa sortie, le film a été projeté à nouveau à Porretta Terme lors de la dixième édition du festival du film de Porretta Terme, dans une version restaurée.

### Accueil critique
Le film a provoqué une forte vague de controverse à sa sortie. Présent dans la salle de cinéma, le réalisateur français Jean-Marie Straub prend le micro en public et déclare que toutes les copies doivent être brûlées sur place.
Le film a été froidement accueilli par la gauche italienne de l'époque, tant par sa classe dirigeante que par la branche de la critique cinématographique qui s'y rattache, car il dépeignait d'une part les syndicalistes comme des opportunistes habiles à provoquer la rébellion des autres, mais somme toute lâches et facilement corruptibles, et d'autre part les étudiants d'extrême gauche comme des discoureurs abscons et inefficaces. Aux yeux de certains critiques de l'époque, le film se distinguait « Valable (...) comme expression de la tendance bourgeoise réellement présente (ou, mieux, cultivée) dans la classe ouvrière, Lulu Massa ne l'est pas du tout comme représentant, tout court, de la classe elle-même, dont il fournit une image si partielle qu'elle en est fausse et mystifiante »,.
À l'inverse, il a été accueilli positivement par le critique conservateur Massimo Bertarelli (it), qui, dans une critique rétrospective, l'a qualifié de « comédie sociopolitique grotesque, moqueuse et amère, une fière dénonciation anticapitaliste, un film, Palme d'or à Cannes, encore strictement interdit à tous les mauvais patrons, quelle que soit l'idéologie qu'ils professent ».
En France, Jean Tulard estime que « le film est généreux mais peu satisfaisant car le réalisateur est forcé de faire des concessions au spectacle ce qui affaiblit sa démonstration ». Pour la critique de cinéma Béatrice Bottet, « la démonstration n'est pas toujours subtile, mais elle est efficace. Gian Maria Volonté est remarquable ». Dans le cinéma italien de 1945 à nos jours, Laurence Schifano rapporte que les critiques parlent alors d'un cinéma de reflux dans lequel ils englobent les emphases incontrôlées et expressionnistes de la trilogie d'Elio Petri (Enquête sur un citoyen au-dessus de tout soupçon, La classe ouvrière va au paradis et La propriété, c'est plus le vol).

### Distinctions
- Palme d'or (ex æquo avec L'Affaire Mattei) et Mention spéciale à Gian Maria Volonté au Festival de Cannes 1972.
- Prix David di Donatello du meilleur film (ex æquo avec Questa specie d'amore).